# Backbone (альбом Бони Джеймса)
Backbone (рус. Основание) — второй студийный альбом американского саксофониста Бони Джеймса, выпущенный в 1994 году.
Вдохновленный творчеством Грувера Вашингтона, Бони Джеймс сыграл на тенор и сопрано-саксофонах, а сам стиль напоминает композиции Вашингтона. В чарте Heatseekers Backbone занял позицию №27, а в Top Contemporary Jazz Albums поднялся до места №4.

## Список композиций
| №  | Название                   | Автор(ы)                                       | Длительность |
| -- | -------------------------- | ---------------------------------------------- | ------------ |
| 1. | «Backbone»                 | Пол Браун, Карл Бюрнетт, Бони Джеймс           | 4:25         |
| 2. | «Bleecker Street»          | Браун, Джефф Каррутерс, Джеймс, Шепард Соломон | 4:21         |
| 3. | «Just Beetwen Us»          | Джеймс, Браун, Каррутерс, Винсент Берри        | 4:47         |
| 4. | «Trinidad»                 | Браун, Джеймс, Роберто Вэлли,                  | 4:43         |
| 5. | «Blue»                     | Кики Исбен                                     | 2:39         |
| 6. | «Love You All My Lifetime» | Имгэрд Клермен, Феликс Вебер                   | 5:00         |
| 7. | «Happy Home»               | Стив Харви, Кайрех Уайт, Валери Дэвис          | 5:58         |
| 8. | «One Autumn Night»         | Джеймс, Дэрил Смит                             | 5:00         |
| 9. | «The Night I Fell In Love» | Лютер Вандросс, Роберто Вэлли                  | 5:32         |

## Участники записи
- Бони Джеймс — клавиши, сопрано и тенор-саксофоны
- Бриджетте Брайант, Джин Ван Бюрен, Алекс Браун — вокалы
- Джефф Каррутерс, Дэрил Смит — клавиши
- Пол Джексон, «Док» Пауелл, Аллен Хиндс — гитара
- Питер Уайт — акустическая гитара
- Фредди Джексон, Роберто Вэлли, Двэйн «Смитти» Смит — бас-гитара
- Лени Кастро — перкуссия